# François Couperin Le Grand
François Couperin zw. Le Grand (ur. 10 listopada 1668 w Paryżu, zm. 11 września 1733 tamże) – francuski kompozytor epoki baroku.

## Życiorys
Pochodził ze znanego rodu kompozytorów i muzyków. Uczył go ojciec, Charles Couperin, który umarł, gdy François miał 10 lat. Po śmierci ojca uczył go Jacques Thomelin. W 1685 został organistą w kościele świętego Gerwazego (Saint-Gervais) w Paryżu, stanowisko, jakie odziedziczył po ojcu miało przejść dalej na jego kuzyna – Nicolasa Couperina. Inni członkowie rodziny trzymali tę samą pozycję w późniejszych latach. W 1693 Couperin został po Thomelinie organistą w Chapelle Royale (Kaplica Królewska) oraz nadwornym muzykiem króla Ludwika XIV.
W 1717 Couperin stał się organistą i kompozytorem dworu z tytułem ordinaire de la musique de la chambre du Roi. Wraz z innymi nadwornymi muzykami Couperin przygotowywał cotygodniowe koncerty niedzielne. Wiele z tych koncertów miało formę suit na skrzypce, wiolonczelę, obój, fagot i klawesyn, na których to instrumentach sam grał biegle. Był również nauczycielem muzyki w Wersalu, nadwornym klawesynistą i organistą kościoła Saint-Gervais w Paryżu. Przez całe życie mieszkał w Paryżu, bardzo rzadko opuszczając na dłużej miasto. Zmarł tamże w 1733 roku.

## Twórczość
Couperin jest uważany za, obok mistrzów wczesnego baroku Jeana-Baptiste'a Lully'ego i Marca-Antoine'a Charpentiera, najwybitniejszego francuskiego kompozytora epoki baroku. Konserwatywna w XVII wieku muzyka francuska, cechująca się brakiem zainteresowania najnowszymi osiągnięciami muzyki włoskiej, szukająca własnego stylu, skłaniała się na początku XVIII wieku w stronę melodyjnego, przepełnionego ornamentami nurtu rokoko. François Couperin przezwyciężał zachowawczość muzyki francuskiej, z wielkim kunsztem łączył charakterystyczne cechy muzyki francuskiej z włoskim concerto. Wybitnym tego przykładem są zbiory sonat zespołowych Les Goûts réunis (Style ponownie połączone) czy Le Parnasse, w których Couperin niezwykle odważnie jak na tamte czasy naśladuje styl Corellego. Wysiłki w stronę konstruktywnego „łączenia stylów” szybko podjęli inni wybitni kompozytorzy, m.in. Jean-Marie Leclair. François Couperin był, obok młodszego o 15 lat Jeana-Philippe'a Rameau, najwybitniejszym tzw. klawesynistą francuskim. Jego traktat L'Art de toucher le clavecin (1716) stanowi kamień milowy dla praktyki gry na instrumentach klawiszowych. Było to jedno z najbardziej autorytatywnych dzieł teorii muzyki w XVIII wieku. Couperin porusza w nim kwestie prawidłowego ozdabiania, argements, krytykuje nadmierne stosowanie arpeggiów w lewej ręce, uczy stosowania obu manuałów klawesynu czy użycia kciuka.

## Znaczenie
Dzieła klawesynowe Couperina podziwiał Johann Sebastian Bach i, dużo później Maurice Ravel, który upamiętnił ich kompozytora z Le Tombeau de Couperin (Nagrobek Couperina).
Twórczością Couperina inspirował się Johannes Brahms pisząc swe utwory na fortepian. Wykonał również jego muzykę publicznie i przyczynił się do pierwszego kompletnego wydania Piéces de clavecin przez Friedricha Chrysandera w 1880 r.
Utwory klawesynowe ze swoim bogactwem nastrojów i ilustracyjnością zainspirowały również Richarda Straussa do orkiestracji niektórych z nich.
Jordi Savall wskazał na Couperina jako na „muzyka-poetę”, który uwierzył w Muzykę (przez duże M) wyrażającą się w poezji i prozie. Uwierzył, że jeżeli wchodzimy do poezji muzyki, odkrywamy, że jest to piękniejsze niż piękno absolutne.

## Posłuchaj
- W przypadku problemów z odtwarzaniem zobacz instrukcję obsługi